# Gornja Glina
Gornja Glina je naselje u Republici Hrvatskoj, u sastavu grada Slunja, Karlovačka županija. 

## Stanovništvo
Prema popisu stanovništva iz 2001. godine, naselje je imalo 295 stanovnika te 99 obiteljskih kućanstava.

Prema popisu stanovništva 2011. godine naselje je imalo 144 stanovnika.
| broj stanovnika | 495   | 433   | 336   | 438   | 450   | 539   | 480   | 620   | 725   | 318   | 576   | 546   |       |       | 295   | 144   | 106   |
|                 | 1857. | 1869. | 1880. | 1890. | 1900. | 1910. | 1921. | 1931. | 1948. | 1953. | 1961. | 1971. | 1981. | 1991. | 2001. | 2011. | 2021. |